# Beezie Madden
Beezie Madden (n. 20 noiembrie 1963, Milwaukee, Wisconsin, SUA) este o sportivă ce a reprezentat Statele Unite ale Americii, medaliată olimpică. A participat la 4 ediții ale Jocurilor Olimpice (2004, 2008, 2012, 2016) în care a câștigat două medalii de aur și o medalie de bronz.